# Conny Nyquist
Karl Constantin (Conny) Desiderius Nyquist, född 10 januari 1886 i Vänersborg, död 4 december 1967 i Oscars församling i Stockholm, var en svensk arkitekt. Han var far till Folke Nyquist.
Nyquist avlade 1905 studentexamen vid Norra Real och studerade vid Kungliga tekniska högskolan i Stockholm 1906–1910. Därefter öppnade han i huvudstaden egen verksamhet, som han drev fram till 1915. Han medverkade bland annat i bygget av Stockholms rådhus. Tillsammans med Arvid Fuhre, som också varit kontrakterad av Stockholms Rådhusbyggnadsbyrå, flyttade han efter färdigställandet 1915 till Göteborg där de tillsammans öppnade egen verksamhet.
I Göteborg var han bland annat kontrakterad under ansvarige arkitekten Ernst Torulf med bygget av Centralposthuset som stod klart 1925.
Arkitektkontoret lades ner 1929, eftersom Fuhre blivit stadsarkitekt i Helsingborg. Samtidigt blev Nyquist tjänstgörande arkitekt utom stat vid Byggnadsstyrelsen. Han var 1929–1936 tillförordnad länsarkitekt i Värmland och Örebro län. Från 1936 och fram till 1952 var han länsarkitekt i Värmlands län.
Conny Nyquist är begravd på Skogskyrkogården i Stockholm.

## Verk i urval
- Förstaprisbelönat förslag till nybyggnader vid Chalmers Tekniska Institut, motto ”Origo”, tillsammans med arkitekterna Hugo Jahnke, Arvid Fuhre och Karl Samuelsson (1920–1921).
- Göteborgs handelsbank, Södra Hamngatan 19–21 (Kommerserådet 23). Till- och ombyggnad av bankbyggnad, tillsammans med Arvid Fuhre (ca 1921).
- ”Chalmers Tekniska Institut” (Talltitan 5). Nybyggnader för kemiska och fysiska institutionerna, tillsammans med Hugo Jahnke, Arvid Fuhre och Karl Samuelsson (ca 1926).
- Transformatorstationen på Johanneberg, Göteborg 1925
- Karlstad sparbank, Karlstad 1934, tillbyggnad Västra Kyrkogatan.
- Lantmäterikontor i Klara, Karlstad
- Om och tillbyggnad av Gamla skolan (senare Södra skolan), Karlstad (1931–1932) (Efter bearbetning av Carl Crispins förslag) [6]
- Tingshus i Årjäng (1936)
- Tingshus i Sunne (1939)
- Restaureringar av bland annat Eds kyrka och Biskopsgården, Karlstad.
- Flera stadsplaner

## Bilder

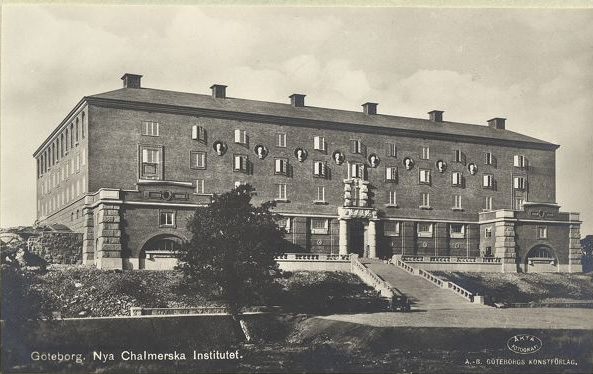
Chalmers Tekniska Institut
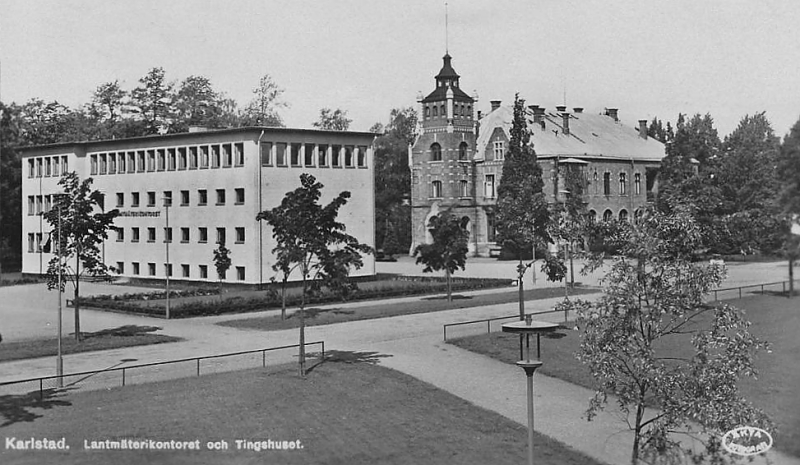
Lantmäterikontoret i Karlstad
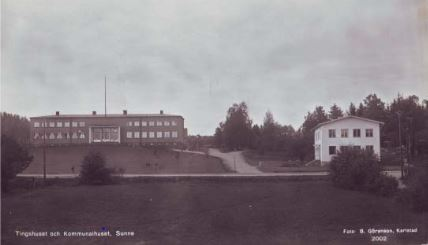
Tingshuset i Sunne
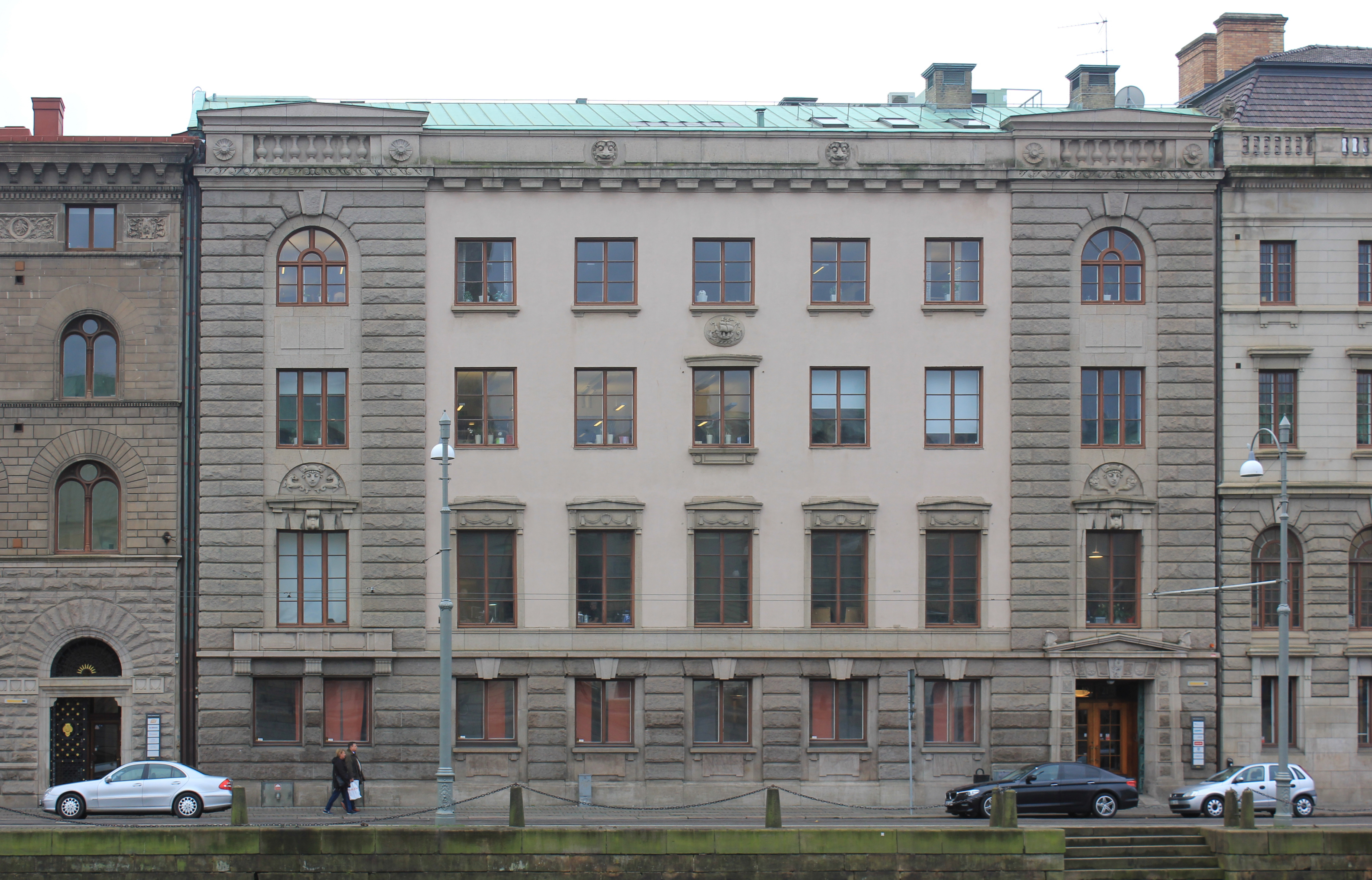
Göteborgs Handelsbank
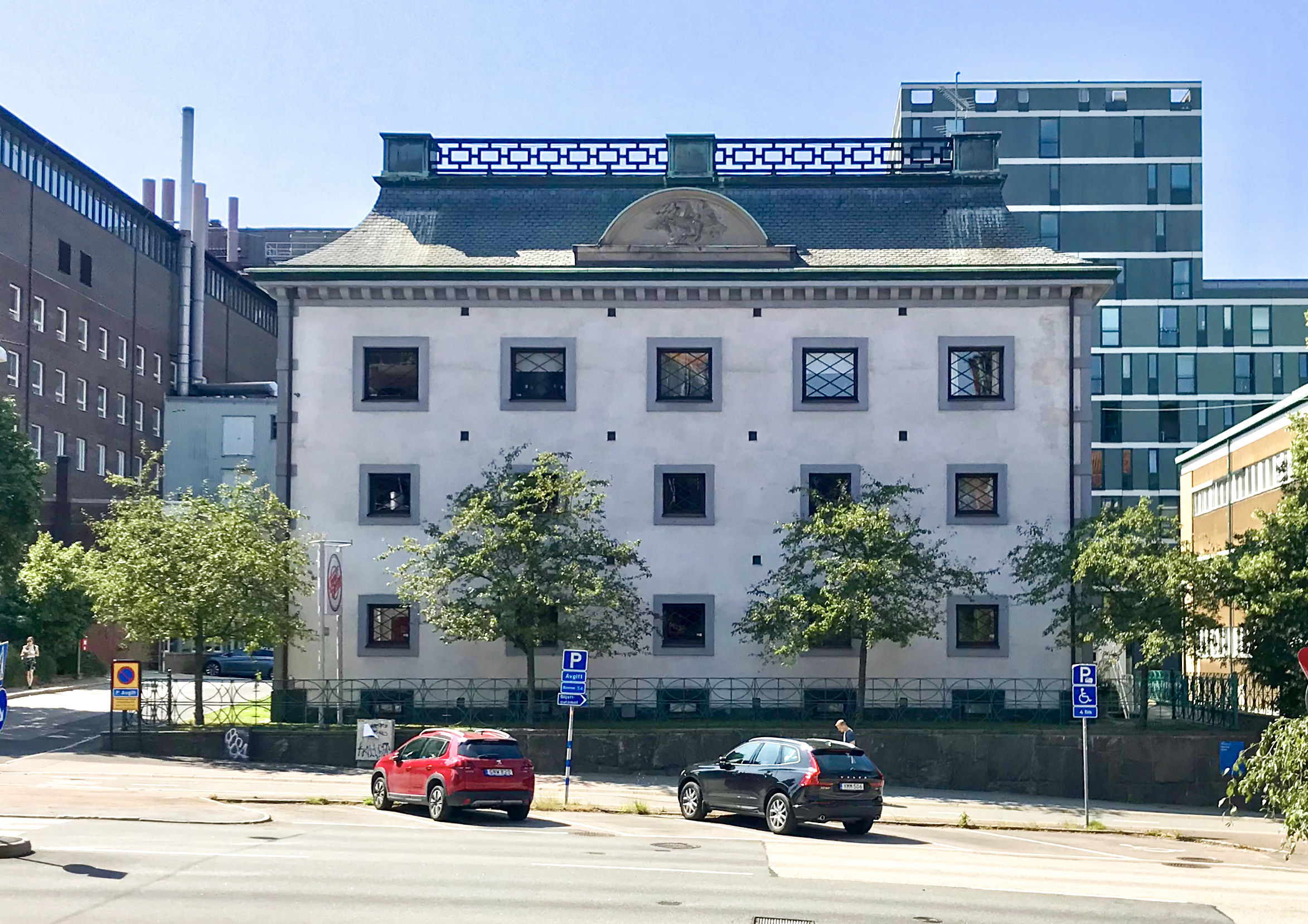
Transformatorstationen på Johanneberg